# Premio Goya per la migliore sceneggiatura non originale
Il premio Goya per la migliore sceneggiatura non originale (premio Goya al mejor guión adaptado) è un premio cinematografico assegnato annualmente dall'Academia de las Artes y las Ciencias Cinematográficas de España a partire dal 1989 alla migliore sceneggiatura adattata da un'opera preesistente di un film di produzione spagnola uscito nelle sale cinematografiche nel corso dell'anno precedente.
Nelle prime due edizioni dei Premi Goya è stato assegnato un unico premio per la miglior sceneggiatura (premio Goya al mejor guión), la distinzione in due categorie, originale e non originale, è stata introdotta a partire dalla terza.

## Albo d'oro
I vincitori sono indicati in grassetto, a seguire gli altri candidati.

### Anni 1987-1989
- 1987: Fernando Fernán-Gómez - Il viaggio in nessun luogo (El viaje a ninguna parte)
  - Pedro Beltrán - Mambru andò in guerra (Mambrú se fue a la guerra)
  - José Luis Borau - Tata mía
- 1988: Rafael Azcona - Il bosco animato (El bosque animado)
  - Manuel Matji - La guerra dei pazzi (La guerra de los locos)
  - Rafael Azcona e Luis García Berlanga - Mori e cristiani (Moros y cristianos)
- 1989: Antonio Giménez Rico e Manuel Gutiérrez Aragón - Jarrapellejos
  - Carlos A. Cornejo, José A. Mahieu e Antonio Drove - Il tunnel (El túnel)
  - Félix Rotaeta - El placer de matar
  - Gabriel Castro, Antonio Isasi-Isasmendi e Jorge R. del Alamo - L'aria di un crimine (El aire de un crimen)
  - Joaquim Jordà, Vicente Aranda e Eleuterio Sánchez - Il Lute II - Domani sarò libero (El lute II: mañana seré libre)

### Anni 1990-1999
- 1990: Fernando Trueba, Manuel Matji e Menno Meyjes - La scimmia è impazzita (El sueño del mono loco)
  - Fernando Fernán-Gómez - Il mare e il tempo (El mar y el tiempo)
  - José Luis Alonso de Santos, Joaquín Oristrell e Fernando Colomo - Bajarse al moro
  - Josefina Molina, Joaquín Oristrell e José Samano - Squillace (Esquilache)
  - Vicente Aranda - Se ti dico che sono caduto (Si te dicen que caí)
- 1991: Carlos Saura e Rafael Azcona - ¡Ay, Carmela!
  - Luis Alcoriza - L'ombra del cipresso è allungata (La sombra del ciprés es alargada)
  - Bigas Luna e Almudena Grandes - Le età di Lulù (Las edades de Lulù)
- 1992: Juan Potau e Gonzalo Torrente Malvido - Il re stupito (El rey pasmado)
  - Mario Camus, Juan Antonio Porto e Pilar Miró - Beltenebros
  - Carmen Rico-Godoy - Come essere donna senza lasciarci la pelle (Como ser mujer y no morir en el intento)
- 1993: Francisco Prada, Antonio Larreta, Pedro Olea e Arturo Pérez-Reverte - Il maestro di scherma (El maestro de esgrima)
  - Adolfo Marsillach - Io scendo alla prossima, e lei? (Yo me bajo en la próxima, ¿y usted?)
  - Manuel Vázquez Montalbán e Rafael Alcázar - Il labirinto greco (El laberinto griego)
- 1994: José Luis García Sánchez e Rafael Azcona - Il tiranno Banderas (Tirano Banderas)
  - Vicente Aranda - L'amante bilingue (El amante bilingüe)
  - Guillem-Jordi Graells e Gonzalo Herralde - La fiebre del oro
- 1995: Imanol Uribe - Días contados
  - José Luis Garci e Horacio Valcárcel - Canción de cuna
  - Vicente Aranda - La passione turca (La pasión turca)
- 1996: Montxo Armendáriz e José Ángel Mañas - Historias del Kronen
  - Jaime de Armiñán - El palomo cojo
  - Ventura Pons - Il perché delle cose (El porqué de las cosas)
- 1997: Pilar Miró e Rafael Pérez Sierra - Il cane dell'ortolano (El perro del hortelano)
  - Mario Camus - Más allá del jardín
  - Rafael Azcona e José Luis García Sánchez - Tranvía a la Malvarrosa
- 1998: Bigas Luna e Cuca Canals - L'immagine del desiderio (La femme de chambre du Titanic)
  - Ventura Pons e Josep Maria Benet i Jornet - Actrices
  - Ignacio Martínez de Pisón - Carreteras secundarias
- 1999: Luis Marías - Mensaka. Páginas de una historia
  - José Luis Garci e Horacio Valcarcel - El abuelo
  - José Ángel Esteban, Carlos López, Fernando Colomo e Nicolás Sánchez-Albornoz - Los años bárbaros
  - Antonio Betancor e Carlos Álvarez - Mararía

### Anni 2000-2009
- 2000: Rafael Azcona, José Luis Cuerda e Manuel Rivas - La lingua delle farfalle (La lengua de las mariposas)
  - Josep Maria Benet i Jornet - Amic/Amat
  - Paz Alicia Garciadiego - Nessuno scrive al colonnello (El Coronel no tiene quien le escriba)
  - Elvira Lindo e Miguel Albaladejo - Manolito Gafotas
- 2001: Fernando Fernán Gómez - Le avventure e gli amori di Lazaro De Tormes (Lázaro de Tormes)
  - Salvador García Ruiz - El otro barrio
  - Manuel Hidalgo e Gonzalo Suárez - Sfida per la vittoria (El portero)
  - Cesc Gay e Tomás Aragay - Krámpack
- 2002: Jorge Juan Martínez, Carlos Molinero, Clara Pérez Escrivá e Salvador Maldonado - Salvajes
  - Ventura Pons e Lluís-Anton Baulenas - Anita no pierde el tren
  - Sigfrid Monleón, Ferrán Torrent Teresa de Pelegrí e Dominic Harari - La isla del holandés
  - Rafael Azcona - Son de mar
- 2003: Adolfo Aristarain e Kathy Saavedra - Lugares comunes
  - Manuel Gutiérrez Aragón - El caballero Don Quijote
  - Fernando Trueba - El embrujo de Shanghai
  - Antonio Chavarrías - Volverás
- 2004: Isabel Coixet - La mia vita senza me (Mi vida sin mí)
  - Lorenzo Silva e Manuel Martín Cuenca - La flaqueza del bolchevique
  - Fernando Marías - La fine di un mistero (La luz prodigiosa)
  - David Trueba - Soldados de Salamina
- 2005: José Rivera - I diari della motocicletta (Diarios de motocicleta)
  - Jaime Chávarri ed Eduardo Mendoza - El año del diluvio
  - Margaret Mazzantini e Sergio Castellitto - Non ti muovere
  - Salvador García Ruiz - Las voces de la noche
- 2006: Marcelo Piñeyro e Mateo Gil - El método
  - Jose Luis Garci e Horacio Valcárcel - Ninette
  - Montxo Armendáriz - Obaba
  - Roberto Santiago - El penalti más largo del mundo
- 2007: Lluís Arcarazo - Salvador 26 anni contro (Salvador Puig Antich)
  - Agustín Díaz Yanes - Il destino di un guerriero (Alatriste)
  - Antonio Soler - El camino de los Ingleses
  - José Luis Cuerda - La educación de las hadas
- 2008: Félix Viscarret - Bajo las estrellas
  - Ventura Pons - Barcelona, (un mapa)
  - Laura Santullo - La zona
  - Tristán Ulloa - Pudor
  - Imanol Uribe - La carta esférica
- 2009: Rafael Azcona e José Luis Cuerda - Los girasoles ciegos
  - Peter Buchman - Che - L'argentino (The Argentine)
  - Jorge Guerricaechevarría e Álex de la Iglesia - Oxford Murders - Teorema di un delitto (Los crímenes de Oxford)
  - Ángeles González-Sinde - Una palabra tuya

### Anni 2010-2019
- 2010: Daniel Monzón e Jorge Guerricaechevarría - Cella 211 (Celda 211) 
  - Fernando Trueba, Antonio Skármeta e Jonás Trueba - El baile de la Victoria
  - Joaquín Górriz Portella, Miguel Dalmau, Sigfrid Monleón e Miguel Ángel Fernández - El cónsul de Sodoma
  - Eduardo Sacheri e Juan José Campanella - Il segreto dei suoi occhi (El secreto de sus ojos)
- 2011: Agustí Villaronga - Pa negre
  - Jordi Cadena - Elisa K
  - Julio Medem - Room in Rome (Habitación en Roma)
  - Ramón Salazar - Tres metros sobre el cielo
- 2012: Ángel de la Cruz, Ignacio Ferreras, Paco Roca e Rosanna Cecchini - Arrugas - Rughe (Arrugas)
  - Icíar Bollaín - Katmandú. Un espejo en el cielo
  - Pedro Almodóvar - La pelle che abito (La piel que habito)
  - Benito Zambrano e Ignacio del Moral - La voz dormida
- 2013: Javier Barreira, Gorka Magallón, Ignacio del Moral, Jordi Gasull e Neil Landau - Le avventure di Taddeo l'esploratore (Las aventuras de Tadeo Jones)
  - Jorge Guerricaechevarría e Sergio G. Sánchez - Fin
  - Javier Gullón et Jorge Arenillas - Invasor
  - Ramón Salazar Hoogers - Tengo ganas de ti
  - Manuel Rivas - Todo es silencio
- 2014: Alejandro Hernández e Mariano Barroso - Todas las mujeres
  - Santiago A. Zannou e Carlos Bardem - Alacrán enamorado
  - Manuel Martín Cuenca e Alejandro Hernández - Caníbal
  - Jorge A. Lara e Francisco Roncal - Zipi y Zape y el club de la caníca
- 2015: Javier Fesser, Cristóbal Ruiz, Claro García - Mortadello e Polpetta contro Jimmy lo Sguercio (Mortadelo y Filemón contra Jimmy el Cachondo)
  - Ignacio Vilar, Carlos Asorey - A esmorga
  - Pablo Burgués, David Planell, Chema Rodríguez - Anochece en la India
  - Anna Soler-Pont - Rastres de sàndal
- 2016: Fernando León de Aranoa - Perfect Day (Un día perfecto)
  - David Ilundain - B, la película
  - Agustí Villaronga - El rey de la Habana 
  - Javier García Arredondo e Paula Ortiz - La novia
- 2017: Alberto Rodríguez - L'uomo dai mille volti (El hombre de las mil caras)
  - Pedro Almodóvar - Julieta
  - Paco León e Fernando Pérez - Kiki & i segreti del sesso (Kiki, el amor se hace)
  - Patrick Ness - Sette minuti dopo la mezzanotte (A Monster Calls)
- 2018: Isabel Coixet - La casa dei libri (La librería)
  - Manuel Martín Cuenca e Alejandro Hernández - Il movente (El autor)
  - Agustí Villaronga e Coral Cruz - Incierta gloria
  - Javier Ambrossi e Javier Calvo - La llamada

- 2019: Álvaro Brechner - Una notte di 12 anni (La noche de 12 años)
  - Marta Sofía Martins e Natxo López - Jefe
  - Borja Cobeaga e Diego San José Castellano - Superlópez
  - Paul Laverty - Yuli - Danza e libertà (Yuli)

### Anni 2020-2029
- 2020: Benito Zambrano, Daniel Remón e Pablo Remón - Intemperie
  - Eligio Montero e Salvador Simó - Buñuel - Nel labirinto delle tartarughe (Buñuel en el laberinto de las tortugas)
  - Isabel Peña e Rodrigo Sorogoyen - Madre
  - Javier Gullón - Ventajas de viajar en tren

- 2021: David Pérez Sañudo e Marina Parés - Ane
  - Cesc Gay - Sentimental
  - Bernardo Sánchez e Marta Libertad Castillo - Los europeos
  - David Galán Galindo e Fernando Navarro - Origini segrete

- 2022: Daniel Monzòn e Jorge Guerricaechevarría - Las leyes de la frontera
  - Júlia de Paz e Núria Dunjó - Ama
  - Agustí Villaronga - El vientre del mar
  - Benito Zambrano e Cristina Campos - Pan de limón con semillas de amapola

- 2023: Fran Araújo, Isa Campo e Isaki Lacuesta - Un anno, una notte (Un año, una noche)
  - Carlota Pereda - Piggy
  - Paul Urkijo Alijo - Irati
  - Guillem Clua e Oriol Paulo - Quando Dio imparò a scrivere (Los renglones torcidos de Dios)
  - David Muñoz e Félix Viscarret - No mires a los ojos

- 2024: Pablo Berger - Il mio amico robot (Robot Dreams)
  - Albert Val - El mestre que va prometre el mar
  - Bernat Vilaplana, J. A. Bayona, Jaime Marques-Olarreaga e Nicolás Casariego - La società della neve (La sociedad de la nieve)
  - Isabel Coixet e Laura Ferrero - Un amor
  - David Trueba e Albert Espinosa - Saben aquell